# دولبو-میستاسینی، کبک
دولبو-میستاسینی (به فرانسوی: Dolbeau-Mistassini) شهرکی در منطقه شهری ماریا-شاپدولن ناحیه سگنه-لاک-سن-ژان در استان کبک کانادا است. در سرشماری سال ۲۰۱۱ این شهرک ۱۴٬۷۱۳ نفر جمعیت داشته‌است و مساحت آن ۲۹۶٫۵۷ کیلومتر مربع است.